# Église Saint-Clément de la rue Ivorov
L'église Saint-Clément de la rue Ivorov  (en langue russe : Церковь Кли́мента на И́ворове улице) est une église de Novgorod située actuellement dans la grand'rue de Moscou.

## Description
Le bâtiment de l'église est à une seule coupole, quatre piliers, une abside, aux bords de façades lobés.
Les façades sont divisées en trois parties par des lésènes. La corniche des absides et du tambour est décorée de bégounets. Des deux côtés du portail occidental, ainsi qu'aux bords de la façade nord sont insérées des croix dans la maçonnerie, qui datent des  XIVe siècle et   XVe siècle. Les fenêtres sont de formes rectangulaires, placées dans des niches aux bords semi-circulaires. Précédemment, l'entrée de l'église se trouvait du côté sud.
Sur le côté ouest, adjacent à l'église se trouve un porche et un petit clocher avec deux rangées de cloches. Une de celles-ci aurait  été coulée en 1697, selon des notes écrites de l'archevêque Macaire.

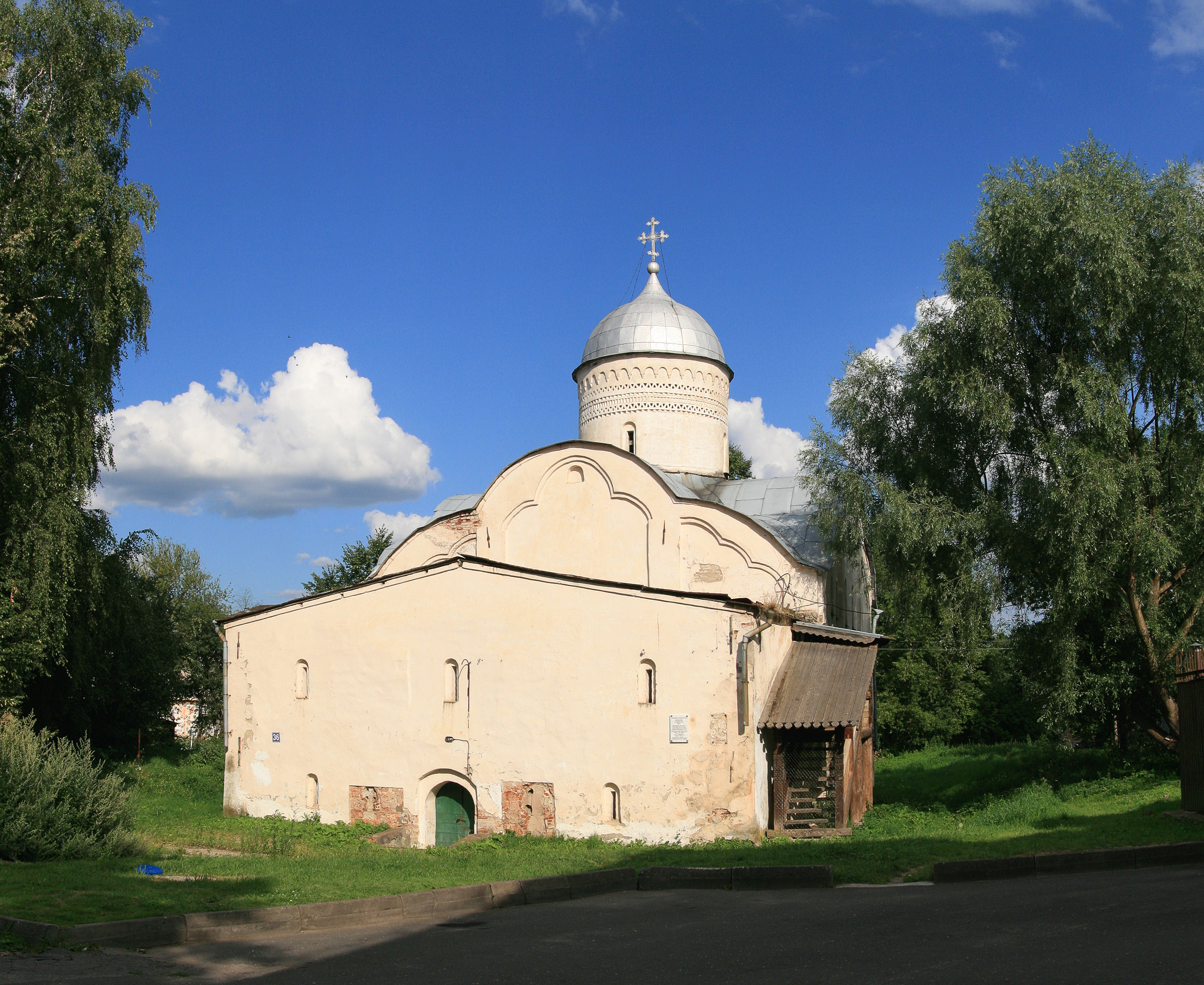
Porche et croix insérées

## Histoire
La troisième chronique de Novgorod signale à propos de la construction de l'église en 1153 : « à l'été 6661  l'évêque Nifont aimant Dieu a placé une église de pierre dédiée au saint Clément dans la rue Ivorov ». Dans les chroniques il est également signalé que l'église a subi plusieurs incendies, en 1326, 1385, et 1596.
Un marchand de Moscou du nom de Vasili Tarakanov l'a fait restaurer en 1519. Malgré les origines du marchand, l'église ne diffère pas par ses formes des édifices de Novgorod des  XIVe siècle et   XVe siècle. Cela permet de penser que les clients moscovites commandaient des travaux à des artels de Novgorod. La seule différence important est le fait que l'église Clément est construite entièrement en briques.

## XXesiècle
Après la fermeture de la paroisse en 1930, l'église a été transformée en entrepôts et ateliers.
Au cours de la Seconde Guerre mondiale elle a été endommagée. Elle a perdu sa voûte et la coupole. Le clocher a été préservé et était en bon état, mais dans les années 1950 il a été démoli « pour récupérer des briques ».